# 島根県立浜山公園陸上競技場
島根県立浜山公園陸上競技場（しまねけんりつはまやまこうえんりくじょうきょうぎじょう）は、島根県出雲市の島根県立浜山公園内にある陸上競技場。球技場としても使用される。施設は島根県が所有し、特定非営利活動法人出雲スポーツ振興21が指定管理者として運営管理を行っている。

## 施設概要
主競技場
- 日本陸上競技連盟第1種公認
- トラック：400m×9レーン
- 天然芝グラウンド
- 収容人員：15,700人（メインスタンド：座席、バック・サイドスタンド：芝生）
- フィールド：106m×69m
- 照明設備：なし
- 施設：電光掲示板（9m×21m）

補助競技場
- 日本陸上競技連盟第3種公認
- トラック：400m×6レーン
- フィールド：105m×68m
- 照明設備：なし

## 開催された主な大会
- 1980年～：吉岡隆徳記念出雲陸上競技大会
- 1989年10月～2000年10月：出雲全日本大学選抜駅伝競走
- 1993年：プレシーズンマッチ サンフレッチェ広島F.C vs CAインデペンディエンテ
- 2002年：親善試合 アイルランド代表 vs サンフレッチェ広島
- 2004年8月：平成16年度全国高等学校総合体育大会
- 2006年：日本ジュニア陸上競技選手権大会
- 2015年9月22日：日本女子サッカーリーグ公式戦 岡山湯郷Belle vs ベガルタ仙台レディース
- 2015年11月：第39回全国地域サッカーリーグ決勝大会
- 2019年：第21回日本フットボールリーグ・松江シティFCホームゲーム（3試合）

## 競技場で生まれた主な記録
- 300m：小坂田淳　32秒68(2005年4月24日・日本記録)
- 300m：金丸祐三　32秒32(2008年4月20日・日本記録、アジア最高新記録)
- 300m：金丸祐三　32秒29(2009年4月19日・日本記録、アジア最高新記録)
- 300m：藤光謙司　32秒25(2014年4月20日・日本記録、アジア最高新記録)
- 300m：藤光謙司　32秒21(2015年4月12日・日本記録、アジア最高新記録)
- グランプリU20円盤投：堤雄司　55m57(2008年4月20日・ジュニア日本新記録)